# Ángelo Campos
Ángelo Ademir Campos Turriate (Lima, 27 aprile 1993) è un calciatore peruviano, portiere dell'Alianza Lima.

## Carriera

### Club

#### Gli inizi
Cresciuto nel settore giovanile dell'Alianza Lima, nel 2013 viene aggregato all' Alianza Lima II, la seconda squadra della società peruviana.
Sempre nel 2013 viene ceduto in prestito al Defensor San Alejandro, con il quale esordisce in prima squadra.
Nel 2014 passa nuovamente in prestito, questa volta al Pacífico SMP.
Nel 2020 fa ritorno all'Alianza Lima.

### Nazionale
Ha ricevuto la prima convocazione con la nazionale maggiore nel 2022.

## Palmarès

### Club

#### Competizioni nazionali
- Campionato peruviano: 3

Alianza Lima: 2017, 2021, 2022
- Coppa Inca: 1

Alianza Lima: 2014